# St. Johannes der Täufer (Tłokowo)

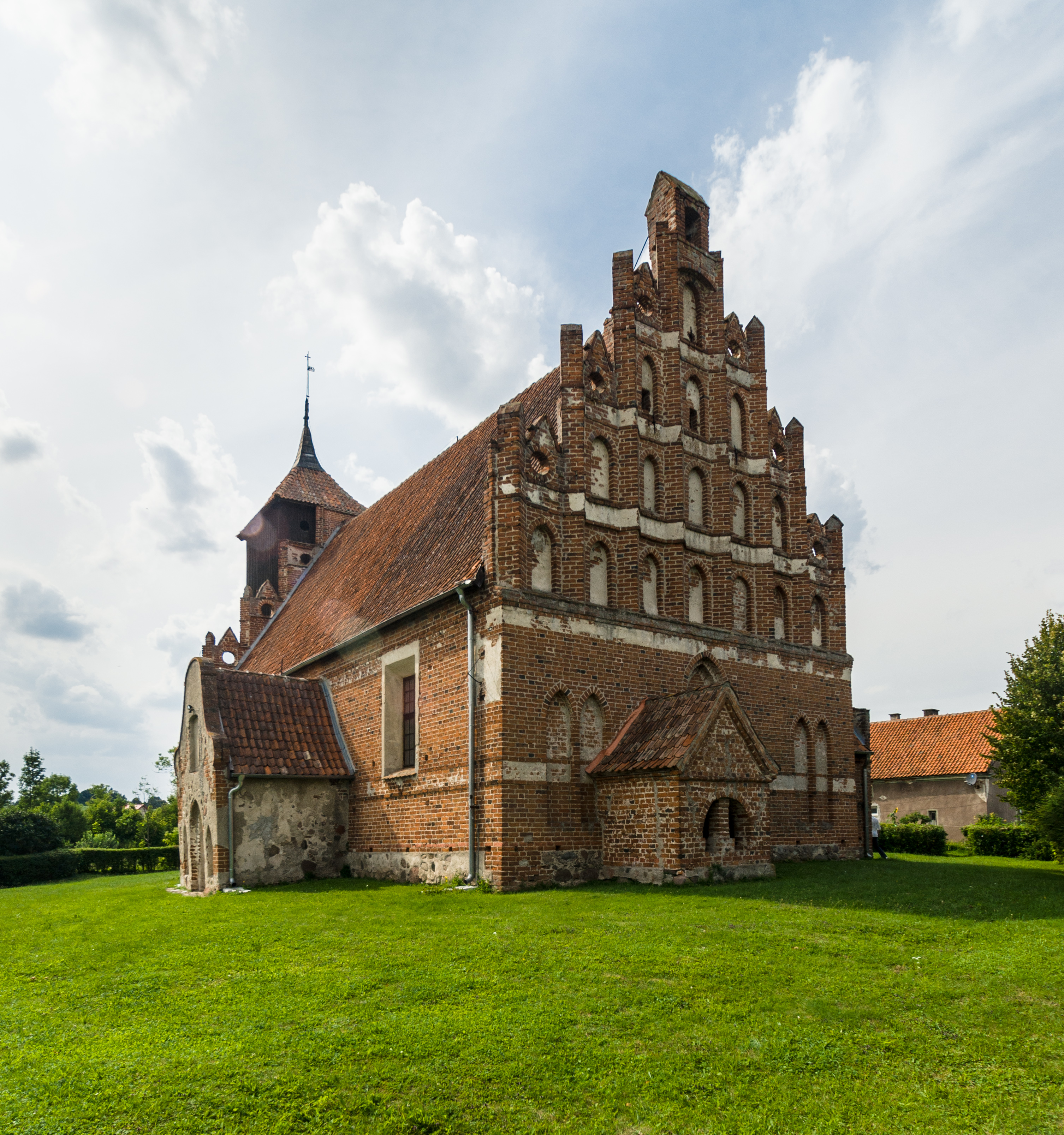
Lokau, St. Johannes der Täufer

Die römisch-katholische Kirche St. Johannes der Täufer (polnisch kościół pw. św. Jana Chrzciciela) in Tłokowo (deutsch Lokau), Gmina Jeziorany, wurde um 1390 im damaligen Deutschordensstaat errichtet.

## Geschichte
Zur Zeit der Ortsgründung durch den Ermländer Bischof Eberhard von Neisse wurde wahrscheinlich eine hölzerne Kirche erbaut. Die heutige steinerne Kirche stammt von etwa 1390. Im Jahr 1476 verlor das Gebäude seinen Status als Pfarrkirche und wurde eine Filiale der St.-Bartholomäus-Kirche in Seeburg. Um 1500 wurde die Kirche umfassend umgebaut, wobei an der Nordseite des Kirchenschiffs Fenster eingesetzt und an der Ostseite eine Vorhalle angebaut wurden. Im Jahr 1622 wurde an der Ostfassade der Kirche ein Gebeinhaus angebracht. Im 18. Jahrhundert wurden im Westen ein Holzturm und im Süden ein Vorbau hinzugefügt.

## Bauwerk
Die Kirche ist ein roter Backsteinbau auf Feldsteinfundamenten mit rechteckigem Grundriss. Über dem westlichen Vorbau in der Fassadenachse befindet sich der hölzerne Kirchturm. 
Im Vergleich mit den Kirchen von Kiwitten und Santoppen zeigt die Lokauer Kirche, wie sich der Baustil seit 1380 verändert hatte: Der Staffelgiebel ist nicht mehr von hochaufsteigenden reinen Parallelen der Blenden und Streben geprägt, sondern von waagrechten Putzbändern und Simsen. In den Dreiecksaufsätzen jeder Stufe befinden sich runde Windlöcher und Tabernakelhäuschen. Der hölzerne Glockenturm stand ursprünglich an der Ostseite, wurde jedoch 1790 an die Westseite versetzt.
Das Kirchenschiff ist mit einem Satteldach mit Ziegeln gedeckt, der Turm besitzt ein Zeltdach. Die östlichen und westlichen Giebel sind mit diagonal angeordneten Fialen mit dazwischen befindlichen Blenden gegliedert. Der dreigeschossige westliche Giebel ist teilweise durch den Turm verdeckt. Der östliche vierstöckige Giebel ist mit horizontalen Blendenbändern gegliedert, mit erhaltenen Fragmenten von eingeritztem Maßwerkschmuck. 
Die Sakristei ist an die Nordfassade und die Vorhalle an die Südfassade angebaut. Die Fassaden der Kirche sind mit doppelten Blenden gegliedert. In der Ostfassade an der Achse befindet sich zusätzlich eine gemauerte Blende. Es gibt sekundäre, rechteckige Fenster, zwei an der Nordseite und drei im Süden. Das spitzbogige, von einer rechteckigen Nische eingerahmte Portal befindet sich im Westen.

## Kircheninneres
Im Inneren der Kirche befinden sich gotische Wandmalereien aus dem 15. Jahrhundert mit den Themen Geißelung Jesu, Dornenkrönung, und Christus vor Pilatus. Der barocke Hochaltar aus dem Jahr 1702, gestiftet von den Stanisławskis, zeigt zwischen korinthischen Säulen ein Bild Johannes des Täufers, im Obergeschoss das Auge Gottes. Seitenaltäre zeigen die Madonna mit Kind und Johannes den Täufer.